# Laura Bates
Laura Bates BEM FRSL (nascuda el 27 d'agost de 1986 a Oxford) és una escriptora feminista anglesa. Va fundar el lloc web Everyday Sexism Project l'abril de 2012, i el seu primer llibre, Everyday Sexism, es va publicar el 2014.

## Biografia
Els pares de Bates són Diane Elizabeth Bates, una professora de francès, i Adrian Keith Bates, un metge. Va créixer al districte londinenc de Hackney i Taunton, i té una germana gran i un germà petit. Els seus pares es van divorciar quan Bates tenia vint anys. Va assistir al King's College, Taunton. Va llegir literatura anglesa al St John's College de Cambridge i es va graduar a la Universitat de Cambridge el 2007. Bates va romandre a Cambridge durant dos anys i mig com a investigador de la psicòloga Susan Quilliam, que estava treballant en una edició actualitzada de The Joy of Sex, un manual sexual il·lustrat de 1972 de l'autor britànic Alex Comfort.
Bates va treballar llavors com a actriu i mainadera, un període durant el qual ha dit que va experimentar sexisme a les audicions i va trobar que les noies que tenia cura d'altra gent podien estar preocupades per la seva imatge corporal.

## Projecte Everyday Sexism
El lloc web Everyday Sexism Project es va fundar el 2012. Al voltant del tercer aniversari del lloc web, l'abril de 2015, Everyday Sexism havia arribat a les 100.000 entrades. Bates hi va explicar que havia patit abús en línia.
El primer llibre de Bates Everyday Sexism, basat en el projecte, va ser publicat per la filial londinenca de Simon & Schuster el 2014.

## Carrera literària
Després d'Everyday Sexism, Laura Bates va publicar diversos llibres més sobre sexisme. També és col·laboradora de The Guardian, The Independent i altres publicacions, a més de ser col·laboradora del projecte Women Under Siege, amb seu a Nova York.

## Honors i premis
- 2013: Premi Ultimate New Feminist de la revista Cosmopolitan el 2013.[3]
- 2014: 100 dones de la BBC.[10]
- 2015: Medalla de l'Imperi Britànic als honors d'aniversari de 2015 pels serveis a la igualtat de gènere.[11]
- 2018: Membre de la Royal Society of Literature en la seva iniciativa "40 Under 40".[12]
- 2020: Membre honorària del St John's College, Cambridge.[13]

## Vida personal
Bates es va casar amb Nick Taylor el 2014.

## Publicacions
- 2014: Everyday Sexism: The Project that Inspired a Worldwide Movement, Simon & Schuster ISBN 1471131572
- 2016: Girl Up: Kick Ass, Claim Your Woman Card, and Crush Everyday Sexism, Simon & Schuster ISBN 9781471149504
- 2018: Misogynation: The True Scale of Sexism, Simon & Schuster ISBN 9781471169243
- 2019: The Burning, Simon & Schuster ISBN 1471170209
- 2020: Men Who Hate Women, Simon & Schuster ISBN 9781471194337
- 2022: Fix the System, Not the Women, Simon & Schuster ISBN 9781398514331